# مورتن هارکت
مورتن هارکت (انگلیسی: Morten Harket؛ زاده ۱۴ سپتامبر ۱۹۵۹) یک خواننده و نوازنده نروژی است که به عنوان خواننده اصلی synthpop / rock گروه A-ha شناخته می شود که ده آلبوم استودیویی را منتشر کرد و بعد از موفقیت بر روی فیلم ” Take On Me” در سال 1985 به موفقیت رسید . A-ha در سال 2010 پس از اینکه آخرین اجرا خود را در اسلو انجام داد، منحل شد.
در سال 2015 پس از پیوستن دوباره اعضا به هم A-ha به تولید آلبوم جدید خود با نام Cast In Steel پرداخت و تور جهانی گروه را در تاریخ 27 سپتامبر 2015 در ریاض در ریو دو ژانیرو، برزیل آغاز کرد.
Harket همچنین دارای 6 آلبوم انفرادی است. قبل از پیوستن به A-ha در سال 1982، Harket در صحنه باشگاه اسلو به عنوان خواننده برای گروه Blues Souldier Blue فعالیت میکرد .